# 스프링 송
《스프링 송》은 2021년에 개봉한 대한민국의 영화이다.

## 캐스팅
- 유준상 : 준상 역
- 김소진 : 소진 역
- 아키노리 나카가와 : 아끼 역
- 정순원 : 순원 역
- 이준화 : 준화 역
- 박성훈 : 성훈 역
- 송재호 : 재호 역
- 마운틴 마마 : 빈티지샵 주인 역
- 지우진 : 준화 친구 역 (목소리)

## 수상
- 2020년 제25회 부산국제영화제 후보 한국영화의 오늘 - 파노라마